# Православ'я в Албанії
Православ'я в Албанії — одна з трьох найбільших конфесій сучасної республіки Албанія. Православ'я сповідує понад 20% населення Албанії. Раннє християнство прийшло на територію сучасної Албанії у римську епоху. Візантійський обряд у цілому був першою і переважною формою християнства серед албанських племен у V—XV століттях, коли вони відчули на собі як сильний вплив Візантійської імперії, так і сусідніх слов'янських племен, що розселилися на її території і прийняли православ'я. Після першого падіння Константинополя у 1204 році від ударів хрестоносців, албанське узбережжі потрапляє у зону впливу католицької Венеції. З православ'ям починає конкурувати і католицтво, особливо у північних і прибережних регіонах країни, орієнтованих на торгівлю з Італією і Далмацією ще з античних часів.

## Історія
Релігійним розколом у середньовічній Албанії, також як і у сусідній Боснії і Герцеговині, вміло скористалася Османська імперія, яка розширювала свої володіння. У XV—XIX століттях більшість албанців вперше за свою історію об'єдналися політично, територіально і економічно під прапорами ісламу. В обмін на перехід до ісламу турецькі султани зробили албанців опорою своєї влади на Балканах. Попри те що в зеніті Османської імперії на Балканах іслам сповідували до 80 % албанців, його реальне проникнення в життя албанського суспільства залишалося і залишається під питанням. У цілому, іслам в Албанії розглядався як засіб просування по кар'єрних сходах в умовах нової влади. Православ'я і католицтво й далі таємно сповідували протягом усього періоду Османа. Більш того, більшість албанців-арнаутів, розселених османами на грецьких землях на південь, і далі дотримувалися православ'я та поступово увійшли до складу грецького народу після здобуття ним незалежності у 1830 році. Частина православних албанців (арбереші), що не змирилася з турецьким режимом і переселилася до Південної Італії, довгий час підтримувала давні православні традиції на півдні цієї країни, хоча з часом більшість їхніх нащадків поступово перейшло до католицтва. Також, після здобуття Албанією незалежності у 1912 році, у країні почалося посилення впливу Італії що знову привело до зростання популярності католицтва, як правило за рахунок ісламу. Заборона на будь-які віросповідання в соціалістичній Албанії 1964–1989 років призвела до поширення атеїзму і агностицизму. У сучасній Албанії у цілому спостерігається тенденція до більшої європеїзації населення у зв'язку з прагненням до вступу до ЄС. Також посилюється економічна інтеграція з Італією і особливо Грецією, де проживають численні економічні іммігранти з Албанії. Албанці традиційно добре володіють грецькою мовою. Все це призводить до посилення ролі християнських віросповідань у країні.

## Статистика
Статистика православних віруючих в Албанії.
| Рік  | Кількість | Відсоток | Територія       | Примітки |
| ---- | --------- | -------- | --------------- | -------- |
| 1800 | 67922     | 16,14%   | інші кордони    |          |
| 1850 | 90358     | 18,07%   | інші кордони    |          |
| 1900 | 160000    | 20%      | інші кордони    |          |
| 1925 | 205616    | 20,96%   | сучасні кордони |          |
| 1950 | 257472    | 21,20%   | сучасні кордони |          |
| 1975 | 110067    | 4,53%    | сучасні кордони |          |
| 1990 | 160562    | 4,65%    | сучасні кордони |          |
| 1995 | 468214    | 13,94%   | сучасні кордони |          |
| 2000 | 352218    | 10,65%   | сучасні кордони |          |
| 2005 | 278063    | 8,69%    | сучасні кордони |          |
| 2010 | 222873    | 7,07%    | сучасні кордони |          |
| 2015 | 174336    | 5,45%    | сучасні кордони |          |

| Рік  | Кількість | Відсоток від населення | Відсоток від християн | Примітки |
| ---- | --------- | ---------------------- | --------------------- | -------- |
| 2010 | 240 000   | 7,5%                   | 41,5%                 |          |